# 964
سنة 964 م كانت سنة بسيطة تبدأ يوم الجمعة (الرابط يظهر نموذج التقويم الكامل للسنة) من التقويم اليولياني.

## مواليد
- علي بن حمود.

## وفيات
- الحسن الكلبي.
- يوحنا الثاني عشر.